# Komlan Amewou
Komlan Amewou, född 15 december 1983 i Lomé, är en togolesisk före detta fotbollsspelare.

## Karriär
Komlan Amewou kom till Strømsgodset IF från OC Agaza i hemlandet Togo i januari 2008. Efter ett par lyckade säsonger i Norge skrev Amewou på ett 3-årskontrakt med Nîmes i Ligue 2.
Amewou spelade mellan 2000 och 2015 i Togos landslag.